# Michigan City (Indiana)
Michigan City – miasto (city) w hrabstwie LaPorte, w północno-zachodniej części stanu Indiana, w Stanach Zjednoczonych, położone nad jeziorem Michigan. W 2013 roku miasto liczyło 31 494 mieszkańców.
Michigan City, rozplanowane w 1832 roku przez Isaaca Elstona, oficjalnie założone zostało w 1836 roku. Miasto rozwinęło się jako port handlujący drewnem, a obecnie jest ważnym ośrodkiem turystycznym oraz przemysłowym (przemysł odzieżowy i maszynowy).
W Michigan City znajduje się ogród zoologiczny, dwie latarnie morskie (starsza, obecnie muzeum, z 1858 roku) oraz więzienie stanowe Indiana State Prison. Miasto położone jest w sąsiedztwie obszaru chronionego Indiana Dunes National Lakeshore.
W mieście swoją siedzibę ma przedsiębiorstwo Chicago South Shore and South Bend Railroad, obsługujące linię kolejową prowadzącą z Chicago, przez Michigan City, do South Bend.